# Robert Mills (fisico)
Robert Laurence Mills (Englewood, 15 aprile 1927 – Charleston, 27 ottobre 1999) è stato un fisico statunitense.
Nel 1954, durante un internato al Brookhaven National Laboratory, elaborò insieme a Chen Ning Yang una teoria di campo generale gauge invariante che è alla base del Modello standard, divenuta nota come teoria di Yang-Mills.
Ottenuto il dottorato in fisica alla Columbia University nel 1955, fu successivamente all'Institute for Advanced Study di Princeton, prima di diventare professore all'università dell'Ohio, dove rimase fino al ritiro nel 1995.
Nel 1980, con Chen Ning Yang, ricevette dalla American Academy of Arts and Sciences il Rumford Premium Prize, per lo sviluppo dell'omonima teoria.